# Traumpfad München–Venedig
Der Traumpfad München–Venedig (abgekürzt: TMV) ist ein Fernwanderweg, den Ludwig Graßler in einem 1977 erstmals veröffentlichten Buch beschrieben hat. Er führt vom Marienplatz in München über die Bayerischen Voralpen und das Karwendel ins Inntal. Von dort wandert man in die Tuxer Alpen, überquert den Alpenhauptkamm und setzt den Weg über das Pfunderertal und die Lüsner Alm in die Dolomiten fort. Nach der Überquerung der Puezgruppe, der Sella und der Südlichen Dolomiten endet der alpine Teil des Weges in Belluno. Ähnlich wie an der Alpennordseite folgen nun zwei Wandertage durch die Belluneser Voralpen und durch das Flachland, bis man schließlich nach etwa 28 Wandertagen den Markusplatz in Venedig erreicht. Insgesamt werden etwa 550 km Strecke und 20.000 Höhenmeter zurückgelegt.
Der Weg hat nicht den Status eines offiziellen Fernwanderwegs, wie zum Beispiel die Dolomitenhöhenwege oder die Europäischen Fernwanderwege.

## Wegverlauf und Etappeneinteilung
Der Wegverlauf und die Etappeneinteilung des Traumpfads haben sich seit der ersten Veröffentlichung durch Ludwig Graßler nur geringfügig verändert. Folgende Etappen werden heute vorgeschlagen.
| Etappe | Ausgangspunkt        | Endpunkt                       | Gehzeit | Länge | Varianten                                                       |
| ------ | -------------------- | ------------------------------ | ------- | ----- | --------------------------------------------------------------- |
| 1      | München              | Wolfratshausen                 | 80. h   | 32 km |                                                                 |
| 2      | Wolfratshausen       | Bad Tölz                       | 70. h   | 26 km |                                                                 |
| 3      | Bad Tölz             | Tutzinger Hütte                | 6,5 h   | 18 km | Weg über Lenggries nach Leger oder Brauneck                     |
| 4      | Tutzinger Hütte      | Vorderriß                      | 6,5 h   | 22 km |                                                                 |
| 5      | Vorderriß            | Karwendelhaus                  | 7,5 h   | 24 km |                                                                 |
| 6      | Karwendelhaus        | Hallerangerhaus/Hallerangeralm | 80. h   | 14 km | Umgehung der Birkkarspitze über Scharnitz                       |
| 7      | Halleranger          | Wattens                        | 5,5 h   | 18 km | Abstieg nach Hall zur Gratvariante (siehe Etappe 8)             |
| 8      | Wattens              | Lizumerhütte                   | 70. h   | 16 km | Aufstieg von Hall zur Glungezerhütte und Gratwanderung          |
| 9      | Lizumerhütte         | Tuxerjochhaus                  | 70. h   | 11 km |                                                                 |
| 10     | Tuxerjochhaus        | Dominikushütte                 | 60. h   | 12 km | Endpunkt Olpererhütte (Berliner Höhenweg)                       |
| 11     | Dominikushütte       | Stein                          | 40. h   | 14 km |                                                                 |
| 12     | Stein                | Pfunders                       | 7,5 h   | 16 km |                                                                 |
| 13     | Pfunders             | Kreuzwiesenhütte               | 70. h   | 23 km | Lüsen oder Brixen                                               |
| 14     | Kreuzwiesenhütte     | Schlüterhütte                  | 80. h   | 18 km |                                                                 |
| 15     | Schlüterhütte        | Grödner Joch                   | 70. h   | 19 km | Puezhütte und Pisciadùhütte                                     |
| 16     | Grödner Joch         | Boèhütte                       | 40. h   | 07 km | Aufstieg Boèspitze und Capanna Fassa                            |
| 17     | Boèhütte             | Fedaiasee                      | 60. h   | 12 km | Rifugio Viel dal Pan oder Abstieg und Übernachtung in Sottoguda |
| 18     | Fedaiasee            | Alleghe                        | 4,5 h   | 22 km |                                                                 |
| 19     | Alleghe              | Rifugio Tissi                  | 40. h   | 12 km |                                                                 |
| 20     | Rifugio Tissi        | Rifugio Carestiato             | 5,5 h   | 14 km | Übernachtung am Passo Duran                                     |
| 21     | Rifugio Carestiato   | Rifugio Pian de Fontana        | 7,5 h   | 18 km |                                                                 |
| 22     | Rif. Pian de Fontana | Rifugio 7º Alpini              | 80. h   | 18 km | Abstieg über Rif. Bianchet                                      |
| 23     | Rifugio 7º Alpini    | Belluno                        | 40. h   | 13 km |                                                                 |
| 24     | Belluno              | Revine                         | 80. h   | 25 km | Übernachtung am Col Visentin                                    |
| 25     | Revine               | Ponte Priùla                   | 60. h   | 27 km |                                                                 |
| 26     | Ponte Priùla         | Bocca Callalta                 | 60. h   | 26 km |                                                                 |
| 27     | Bocca Callalta       | Jesolo                         | 80. h   | 31 km | Übernachtung in Caposile                                        |
| 28     | Jesolo               | Venedig                        | 60. h   | 24 km |                                                                 |

In den ersten Ausgaben des Bildbandes von Ludwig Graßler werden weitere Varianten vorgeschlagen. Eine Wegeinteilung in 30 Etappen wurde ebenfalls ausgearbeitet. Populär ist vor allem die Variante der Etappe 10 zur Olpererhütte, da hier durch einen 2006 neu eröffneten Weg (Nr. 502) der Abstieg zum Schlegeisspeicher nicht mehr notwendig ist.
Häufig begangen wird auch die Gratvariante der Etappen 8 und 9. Von Hall aus erreicht man die Glungezerhütte entweder zu Fuß oder mit der Seilbahn über Tulfes und die Tulfeinalm. Von dort führt eine Variante der Via Alpina über die Gipfel des Glungezer, der Kreuzspitze und der Grünbergspitze zum Naviser Jöchl.
Der Abstieg zum Rifugio Furio Bianchet in der 22. Etappe wird von vielen Wanderern gewählt, die die Klettersteigpassage beim Abstieg nach Belluno meiden wollen.

München - Venedig gesamt